# Mato Artuković
Mato Artuković (Kuljenovci kraj Dervente, BiH, 24. prosinca 1954.), hrvatski je povjesničar.

## Životopis
Mato Artuković rodio se 1954. godine u Kuljenovcima kraj Dervente u Bosni i Hercegovini. Osnovnu školu pohađao je i završio u Slavonskom Brodu, klasičnu gimnaziju kod otaca isusovaca u Zagrebu, studij povijesti na Filozofskom fakultetu u Beogradu diplomirao je 1980. godine a magistrirao je na istom s temom Srbobran 1884-1902, 1987. godine. Doktorirao je u Zagrebu na Filozofskom fakultetu s temom Položaj Srba u Banskoj Hrvatskoj 1883-1903. - Analiza srpske izdavačke djelatnosti, 1999. godine. Poslije završenoga fakulteta radio je u Historijskom institutu Slavonije i Baranje (kasnije Centar za društvena istraživanja Slavonije i Baranje i Centar za povijest Slavonije i Baranje) do 1990. godine. Nakon prvih demokratskih izbora u Hrvatskoj, 1990. godine, ušao je (kao član HDS-a) u prvu Općinsku upravu Slavonskog Broda gdje je bio do početka 1992. godine. Nakon toga radio je u Državnom arhivu, a od 1994. godine radio je u Odsjeku za povijest pri Muzeju Brodskog Posavlja. Od 1996. godine, kada je Hrvatski institut za povijest iz Zagreba osnovao svoju Podružnicu u Slavonskom Brodu, prešao je raditi u tu ustanovu, čiji je voditelj bio u razdoblju od 1996. do 2011. godine. Od 2011. godine je u zvanju znanstvenoga savjetnika u istoj ustanovi i vodi redoviti znanstveno-istraživački projekt Slavonija, Srijem i Baranja 1860. – 1945.: politika, društvo, kultura. U svome povjesničarskom radu pretežito se bavi nacionalnom poviješću novoga vijeka, posebno hrvatsko-srpskim odnosima i ideologijama srpskih stranaka u Hrvatskoj u 19. i početkom 20. stoljeća.

## Djela
- Ideologija srpsko-hrvatskih sporova: (Srbobran 1884 - 1902), Naprijed, Zagreb 1991.
- Hrvatski dom, Marsonia Press, Slavonski Brod, 1995.
- Srbi u Hrvatskoj (Khuenovo doba), Hrvatski institut za povijest, Podružnica za povijest Slavonije, Srijema i Baranje-Grafika d.o.o Osijek, Slavonski Brod-Osijek, 2001.
- Multiperspektivnost ili relativiziranje?: dodatak udžbenicima za najnoviju povijest i istina o Domovinskom ratu, Hrvatski institut za povijest, Podružnica za povijest Slavonije, Srijema i Baranje, Slavonski Brod, 2008. (suautori: Robert Skenderović i Mario Jareb).[6]
- Sudski progoni dr. Marka Veselice. Dokumenti, Hrvatski institut za povijest, Zagreb, 2013. (suautor Ljubomir Antić)
- Rasprave o hrvatsko-židovskim i srpsko-židovskim odnosima u Hrvatskoj u drugoj polovici 19. i početkom 20. stoljeća, Hrvatski institut za povijest – Podružnica za povijest Slavonije, Srijema i Baranje, Slavonski Brod, 2020.[7]

## Nagrade
- 2015.: Nagrada Ljubica Štefan.[8]

## Vanjske poveznice
- Propali pokušaj pristranog "suočavanja s prošlošću". Intervju u Glasu Koncila, 9 (1758), 2. ožujka 2008.
- Mato Artuković, Prema korijenu hrvatsko-srpskog sukoba  Arhivirana inačica izvorne stranice od 14. kolovoza 2018. (Wayback Machine), u: Hrvati i manjine u Hrvatskoj: moderni identiteti  Arhivirana inačica izvorne stranice od 21. svibnja 2017. (Wayback Machine), Agencija za odgoj i obrazovanje, Zagreb, 2014., ISBN 978-953-7290-38-2